# Cerodontha vittigera
Cerodontha vittigera este o specie de muște din genul Cerodontha, familia Agromyzidae, descrisă de Malloch în anul 1927. Conform Catalogue of Life specia Cerodontha vittigera nu are subspecii cunoscute.